# Polycentropodidae
Famille
Synonymes
- Polycentropidae G. Ulmer, 1903 (préféré par BioLib)[1]
- Polycentropodidae Ulmer, 1903[1]

Les Polycentropodidae (polycentropopidés en français) sont une famille d'insectes trichoptères.

## Liste des sous-familles et genres
Selon BioLib (7 novembre 2019) :
- sous-famille Kambaitipsychinae H. Malicky, 1992
  - genre Kambaitipsyche H. Malicky, 1992
- sous-famille Polycentropodinae Ulmer, 1903
  - genre Adectophylax Neboiss, 1982
  - genre Antillopsyche N. Banks, 1941
  - genre Archaeoneureclipsis G. Ulmer, 1912
  - genre Archaeopolycentra L. Botosaneanu & W Wichard, 1983
  - genre Cernotina H. H. Ross, 1938
  - genre Cyrnellus N. Banks, 1913
  - genre Cyrnodes G. Ulmer, 1910
  - genre Cyrnopsis A. V. Martynov, 1935
  - genre Cyrnus Stephens, 1836
  - genre Derobrochus S. H. Scudder, 1885
  - genre Eoclipsis I. D. Sukatsheva, 1994
  - genre Eodipseudopsis G. Marlier, 1959
  - genre Eoneureclipsis Kimmins, 1955
  - genre Holocentropus Mac Lachlan, 1878
  - genre Leptobrochus S. H. Scudder, 1890
  - genre Litobrochus S. H. Scudder, 1890
  - genre Mesobrochus S. H. Scudder, 1890
  - genre Neucentropus A. V. Martynov, 1907
  - genre Neureclipsis Mac Lachlan, 1864
  - genre Neurocentropus L. Navás, 1918
  - genre Nyctiophylacodes G. Ulmer, 1912
  - genre Nyctiophylax F. Brauer, 1865
  - genre Pahamunaya F. Schmid, 1958
  - genre Paladicella S. H. Scudder, 1890
  - genre Plectrocentropus I. D. Sukatsheva, 1994
  - genre Plectrocnemia Stephens, 1836
  - genre Polycentropus Mac Lachlan, 1878
  - genre Polyplectropus Ulmer, 1905
  - genre Tasmanoplegas Neboiss, 1977
- genre Nyctiophlax
- genre Veteropsyche Botosaneanu, Johnson & Dillon, 1998 †